# Black Adam (film)
Black Adam je americký akční film z roku 2022 režiséra Jaumeho Colleta-Serry, natočený na motivy komiksů z vydavatelství DC Comics o stejnojmenné postavě. V titulní roli se představil Dwayne Johnson, v dalších rolích se objevili Noah Centineo, Aldis Hodge, Sarah Shahi, Quintessa Swindell a Pierce Brosnan. Jedná o jedenáctý snímek série DC Extended Universe.
Natáčení bylo zahájeno v dubnu 2021 v Atlantě, uvedení filmu do amerických kin bylo oznámeno na 21. října 2022.